# 202
Năm 202 là một năm trong lịch Julius. 

## Sinh
Khương Duy